# ヨジマル!
『ヨジマル!』は、テレビ長崎で2014年3月31日から2020年9月18日まで平日（月 - 金）に生放送されていた情報番組である。

## 概要
2014年3月21日で終了した『Gopan』から改題したもので、「4時の情報マルシェ（=フランス語の市場の意）」から略したものである。番組は長崎県の地域密着型情報を、市場のように活気があふれる内容で番組を進める。
2年目に入った2015年3月30日より「ヨジマル、デカケル!」をテーマに、主なコーナーとして扱われている曜日を含め、毎日日替わりの内容となる中継コーナーが設けられた。
2017年4月3日より、放送時間が5分繰り上がり、15:50から16:45までに変更。2019年9月30日より放送開始時刻が2分繰り上がり、15:48から16:45に再度変更された。
2020年9月18日をもって本番組は放送を終了し、2020年9月28日からは『マルっと!』が16:25から放送される予定で、引き続きこのメンバーで出演する。

## 放送時間
- 平日 15:55 - 16:50（2014年3月31日 - 2017年3月31日）
- 平日 15:50 - 16:45（2017年4月3日 - 2019年9月27日）
- 平日 15:48 - 16:45（2019年9月30日 - 2020年9月18日）

## 出演者

### MC・レポーター
- 吉井誠（開始当初は木・金曜メインだったが、現在は月-金メインとなる）
- 小田久美子（月-金メイン、2019年9月27日をもって産休中）
- 榎由里絵（2020年3月22日をもって産休中）
- 後藤綾太（2019年4月からニュース班（報道部）より異動）
- 森真奈美（2019年10月から）
- 城井静梨（2020年3月30日から）
- 黒田麻梨奈（2020年3月30日から）

### ゲストコメンテーター
- 山口広助
- 大原由軌子
- 岩本初恵
- 野田英司

### その他の出演者
- 長崎亭キヨちゃんぽん（火曜に出演(以前は木曜に出演していた)。ごく稀であるが、他の曜日に出演することもある）
- 河内隆太郎（チンドンかわち屋）
- 嶋田琴子（チンドンかわち屋）
- 浦里和弘（木曜に出演）
- DJマーク（2019年9月30日から、月曜・木曜に出演）

### 過去の出演者
- 松本祐明（月-水曜メイン、2015年3月まで）
- 梅本建治（ゲストコメンテーター、2017年3月まで）
- 渋谷厚（ゲストコメンテーター）
- 中村愛（2020年3月22日まで）

## 主なコーナー一覧
2020年3月現在

◆印は前身番組の「Gopan」から引き継いだコーナー

### 現在のコーナー
月曜日
- バス停中継
- ララスマイル
- コーセービューティカレッジ（月1回）

火曜日
- 行くぞ!郵便番号グルメ - 開始当初は水曜日に放送されていたが、2020年3月31日の放送から火曜日に移動
- 大原日和

水曜日
- ヨジマル!キッチン

木曜日
- 浦さんのうらぶらり
- シネマ情報◆
- トレンドみつける! ヨジ☆コレ

金曜日
- お買い得中継

その他（帯コーナーなど）
- 先どり KTN Live News it!（帯コーナー） - 2019年9月30日開始、同年9月27日まで番組開始の前に放送されていた『KTN ヨジマエニュース』の代替コーナーとなる。
- きょうのはっちゃK（帯コーナー）
- きょうのLove Baby（帯コーナー）
- ハズレなし! あみだでドン!（帯コーナー） - 「夕方チャンス ハイ&ロー」の後継コーナー、未実施の場合もある
- 優しいくらしハジマル（月1回）

### 過去に放送されたコーナー
月曜日
- アイデアマンの昼ごはん（不定期）
- バリもうけ（不定期）

火曜日
- 井戸端会議
- いっぽん勝負（2016年4月より「いっぽん勝負ミラクル」に改題し、2017年3月で一旦コーナーが終了されていたが、同年5月4日に「いっぽん勝負リターンズ」としてコーナーを復活し、翌週の5月11日より開始当初のコーナー名に戻る）
- 大原さんの長崎ダイナミック◆
- 長崎医療BOOK（月1回）
- 国保でホッ!健康づくりのミナモト◆
- 野田にきくのだ◆（月1回・最終週）
- LIVE!LIVE!LIVE!（不定期）

水曜日
- ココラボ DE ブラボーキッチン（月1回）
- 4時マルシェ
- サンキュー!ベリー街（マッチ）

木曜日
- ヨジマル!○○部 - ○○はその日の内容によって変わり、婚活部・キラメン部・お得部などが放送されていた。
- がんばらんばアスリート◆

金曜日
- インフォNagasaki◆
- ヨジマル!福岡ツアー（不定期）
- 長崎口コミグルメ（不定期）

その他・帯コーナー
- 夕方チャンス ハイ&ロー◆（帯コーナー） - 前身の『生活てれび スーパーGopan』→『Gopan』で放送されていたコーナー（『Gopan』では金曜日のコーナーであった）。『ヨジマル!』への移行に伴って一旦終了し、2018年4月16日よりコーナーを復活していたが、2019年9月をもって終了。